# Daniel Burrill Ray
Daniel Burrill Ray (* 5. Februar 1928 in Cleveland, Ohio; † 19. Februar 1979) war ein US-amerikanischer Mathematiker.
Ray besuchte das Brooklyn Polytechnikum, erwarb 1949 seinen Bachelor-Abschluss an der Harvard University und wurde 1953 bei Mark Kac an der Cornell University promoviert (On Spectra of Second Order Differential Operators). Als Post-Doktorand war er 1953/54 Frank B. Jewett Fellow an den Bell Laboratories. 1957 wurde er Sloan Research Fellow. In den 1960er Jahren war er Professor am Massachusetts Institute of Technology.
Anfang der 1970er Jahre führte er mit Isadore M. Singer Analytische Torsion (Ray-Singer-Torsion) ein.
1958, 1959, 1960 und 1961 war er am Institute for Advanced Study.